# Binnenschiffswerft

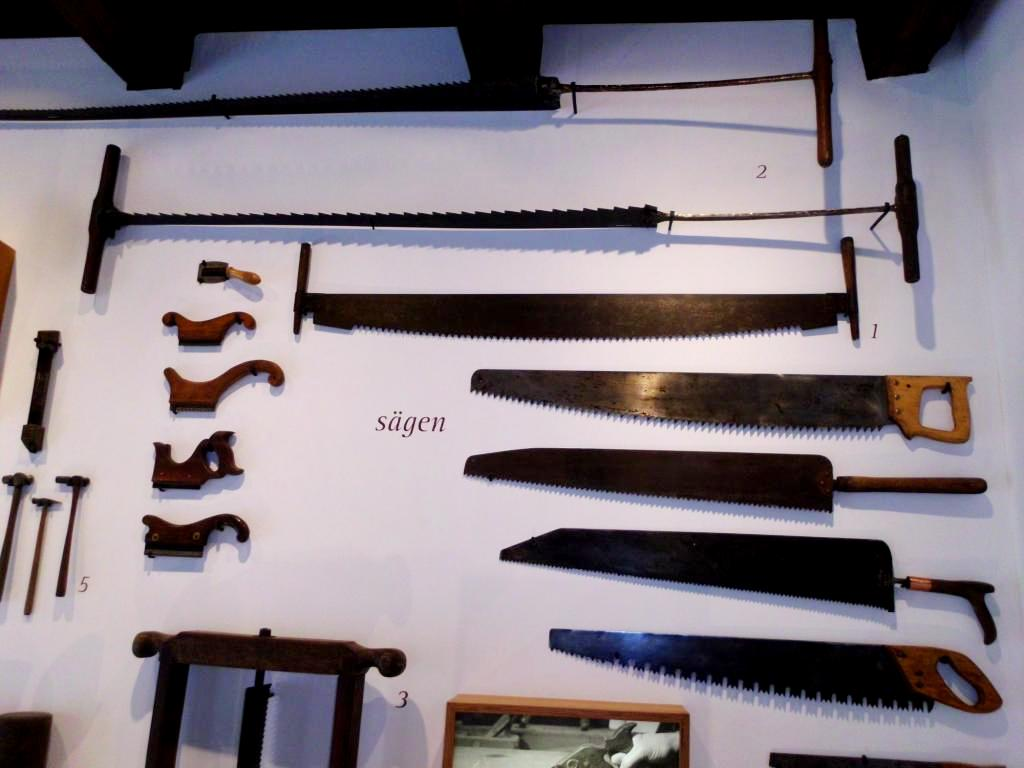
Handsägen, wichtige Werkzeuge der Holzschiffbauer

Binnenschiffswerften befinden sich an Flüssen, Seen oder Kanälen und haben meist einfache Hellinge für den Bau oder Slipanlagen für die Reparatur von Binnenschiffen und seltener kleinen Küstenschiffen.

## Geschichte
Ab dem 12. Jahrhundert entstanden in Deutschland die meisten Boote oder Schiffe auf einfachen, an geeigneten Flussufern gelegenen Ablaufplätzen. Diese Schiffbauplätze wurden häufig von mehreren Schiffbauern genutzt, in vielen Orten bzw. Städten auch zum Laden und Löschen von Schiffen verwendet und als Lastadie bezeichnet. Erst mit fortschreitender Zeit, größer und teurer werdenden Schiffen, schlossen sich Schiffbauer zusammen und aus den einfachen Schiffbauplätzen entwickelten sich Werften mit festen Hellingen. Die Slipanlagen, die für Überholungen, Anstrich- und Reparaturarbeiten entstanden, wurden mit einer oder mehreren Winden ausgestattet. Die Winden wurden anfangs mit Menschen- oder Tierkraft, später mit Dampfkraft, Motorkraft und heute vorwiegend elektrisch betrieben.
Trockendocks wurden bei Binnenschiffswerften selten eingesetzt, sie waren bei den großen Werften in den Hafenstädten bei Reparaturen üblich. Auch Schwimmdocks waren bei Binnenschiffswerften selten zu finden. Stevendocks, mit denen nur ein Teil des Schiffes aus dem Wasser gehoben werden kann, z. B. um Reparaturen an Propeller- oder Ruderanlagen durchführen zu können, sind hingegen relativ häufig bei größeren Binnenschiffswerften zu finden.
Am Bau hölzerner Schiffe waren häufig nur ein bis zwei Berufe beteiligt. Neben den Schiffbauern arbeiteten manchmal auch Schmiede auf dem Schiffbauplatz. Überwiegend wurden die wenigen Eisenarbeiten aber an die örtliche Dorfschmiede vergeben, ebenso kamen die als laufendes Gut bezeichneten Seile und Taue von der nächsten Seilerei. Daraus wird ersichtlich, dass der Schiffbau dieser Zeit ein regionales Gewerbe mit Zuarbeit von den umliegenden Handwerkern war.
Das änderte sich beim Übergang vom Holz zum Stahl, und der Schiffbau wurde erheblich aufwendiger. In dieser Übergangszeit von ein bis zwei Schiffbauergenerationen gaben viele der Schiffbauer auf und der Großteil der Binnenschiffswerften hörten auf zu existieren, wurden übernommen oder schlossen sich mit anderen zusammen.
Eine Ausnahme bildet die Neptunwerft, die als Seeschiffswerft anspruchsvolle Flusskreuzfahrtschiffe in großen Serien baut, und auch die Rümpfe weitgehend selbst fertigt.

### Schweiz
In der Schweiz waren die Schiffer (Schiffsführer) gleichzeitig auch Schiffbauer. Sie waren im Spätmittelalter in den Städten in Zünften organisiert. Stümper (Schiffbauer ohne Lehre) wurden von den Meisterschaften verfolgt. Ab dem 15. Jahrhundert übernahmen die Städte die Schiffshütten als Regiebetriebe, was eine Normierung der Schiffe (Größe, Material) sowie des Schiffspersonals, und eine Reglementierungswelle bezüglich unter anderem Fracht-, Miet-, Kaufpreise und Schiffsmacherlöhne nach sich zog. Zu Beginn des 19. Jahrhunderts fiel das Monopol der obrigkeitlichen Schiffshütten, was privaten Betrieben außerhalb der größeren Zentren zu gedeihen verhalf.
Der handwerkliche Schiffbau wurde mit dem Aufkommen von Kunststoffboten in den 1960er Jahren dann aber entscheidend geschwächt. Der industrielle Schiffbau wurde in der Schweiz von den 1830er bis in die 1930er Jahre betrieben. Auf dem Zürichsee verkehrte ab 1835 das von Escher Wyss fertiggestellte erste europäische Dampfschiff mit eiserner Schale. Auf dem Genfersee kreuzte ab 1905 das von Sulzer konstruierte weltweit erste Schiff mit Dieselmotor. In der Zwischenkriegszeit wurde Sulzer zu einem der wichtigsten Lieferanten von Turbinen für die Hochseeschifffahrt.

## Abgrenzung zu Seeschiffswerften
Die Abgrenzung der Binnenschiffswerften zu den Seeschiffswerften ist fließend, da sowohl Binnenschiffswerften immer mal wieder Seeschiffe bauen und wenn auch seltener von Seeschiffswerften Binnenschiffe erbaut wurden. Typisch für eine Binnenschiffswerft ist die in der Regel als Querslipanlage ausgelegte Helling, die es ermöglicht auch große Binnenschiffe mit ihrer im Vergleich zu Seeschiffen gleicher Länge vergleichsweise geringen Längsfestigkeit problemlos aufzuslippen.

## Übergang vom Holz- zum Stahlschiffbau
Die Zahl der Werften und besonders der Binnenschiffswerften hat sich beim Übergang vom Holz zum Stahl stark verringert. Nicht nur, dass die Schiffe komplizierter wurden, sie wurden auch größer, stiegen erheblich im Wert und auch die Beschaffung des Baumaterials wurde aufwendiger. Das Schiffbaublech wurde von Stahlhütten oder Zwischenhändlern beschafft. Die Kessel und Dampfmaschinen, Dampfpumpen und -gebläse wurden nicht mehr handwerklich, sondern industriell hergestellt. Diese Umstände führten dazu, dass die verbleibenden Binnenschiffswerften wuchsen, um die fehlende Kapazität der geschlossenen Werften zu übernehmen. Andererseits sank der Eigenanteil, da immer mehr Material von Werftzulieferern zugekauft wurde.

## Situation in Deutschland
Inzwischen wurde Deutschland zum Hochlohnland, und Neubauten sind daher vergleichsweise teuer. Heute verfügt Deutschland nur noch über wenige Binnenschiffswerften, die auch neue Schiffe bauen. Der Großteil der Werften beschäftigt sich mit Reparatur- und Umbauarbeiten. Die meisten der in Deutschland verbliebenen Neubauten werden hier entworfen und konstruiert und im Ausland als Rohbau gefertigt. Die als Kaskos bezeichneten schwimmfähigen Schiffsrümpfe werden anschließend zu den deutschen Werften geschleppt und hier ausgebaut, von den Klassifikationsgesellschaften bzw. im Fall der Zulassung als Binnenschiff der Schiffsuntersuchungskommission der Wasser- und Schifffahrtsverwaltung abgenommen und an die Auftraggeber abgeliefert.
Für deutsche Werften wurde im Rahmen der Förderrichtlinie „Innovativer Schiffbau sichert wettbewerbsfähige Arbeitsplätze“ durch die Bundesregierung Fördermittel vergeben; die Innovationsförderung wurde als nicht rückzahlbare Zuwendung gestaltet.
Ein Überblick zu den deutschen Werften nach Bundesländer findet sich im Hauptartikel zu  Werften und in der Liste deutscher Marinewerften. Als Typische Binnenschiffswerften in Deutschland sind bekannt:
- Arminiuswerft, Bodenwerder
- Deggendorfer Werft und Eisenbau GmbH, Deggendorf
- Elbewerft, Boizenburg
- Gebrüder Sachsenberg, Rosslau
- Hitzler Werft, Lauenburg
- Lux-Werft, Mondorf
- Schiffswerft Hans Boost, Trier

## Situation international
Die internationale Situation ist uneinheitlich und von den jeweiligen Gewässern und Infrastrukturen beeinflusst. Ein internationaler Überblick zu Werften findet sich in internationale Werften.